# Dulaimi
Der arabische Dulaimi-Clan (arabisch الدليم, DMG ad-Dulaim; auch Duleimi, englisch auch Dulaymi oder Duleymi, eigentlich aber Dulaim) gehört zu den größeren der rund 150 Stämme bzw. 1000 Clans im Irak.

## Hochburg Anbar
Die rund 100.000 Dulaimis bzw. Dulaim leben zwischen ar-Rutba im Westen bis heran an Mossul im Norden und Bagdad im Osten und erstrecken sich somit auch über Falludscha und das „sunnitische Dreieck“. Mit den Aufständischen pflegen sie gute Kontakte. Im Raum Bagdad sind sie durch mehrere Heiraten verbunden z. B. mit dem Haschimi-Clan, einer Nebenlinie der bis 1958 herrschenden Scherifen-Dynastie. Ihre Hochburg aber ist die Provinz al-Anbar mit der Hauptstadt Ramadi, wo fast 30.000 Dulaim leben. Anbar ist die flächengrößte der 18 Provinzen Iraks, größtenteils aber von der Syrischen Wüste bedeckt.

## Zerschlagung und Restauration feudaler Stammestraditionen
Der Dulaim-Clan ist zwar weitgehend einheitlich sunnitisch, ideologisch bzw. politisch aber nicht homogen. Nachdem das „Königreich der 1000 Scheichs“ 1958 beseitigt worden war, hatten nationaldemokratische und sozialistische Regierungen der Republik versucht, mit sozialen Reformen, Verstädterung und Verhaftungswellen auch die traditionellen Stammesstrukturen aufzubrechen und zu zerschlagen. Die Besatzungsmacht bzw. das von ihr installierte Regime bemüht sich aber, die Macht der Scheichs wieder zu stärken und so deren Loyalität zu erkaufen.

## Für und gegen Saddam Hussein

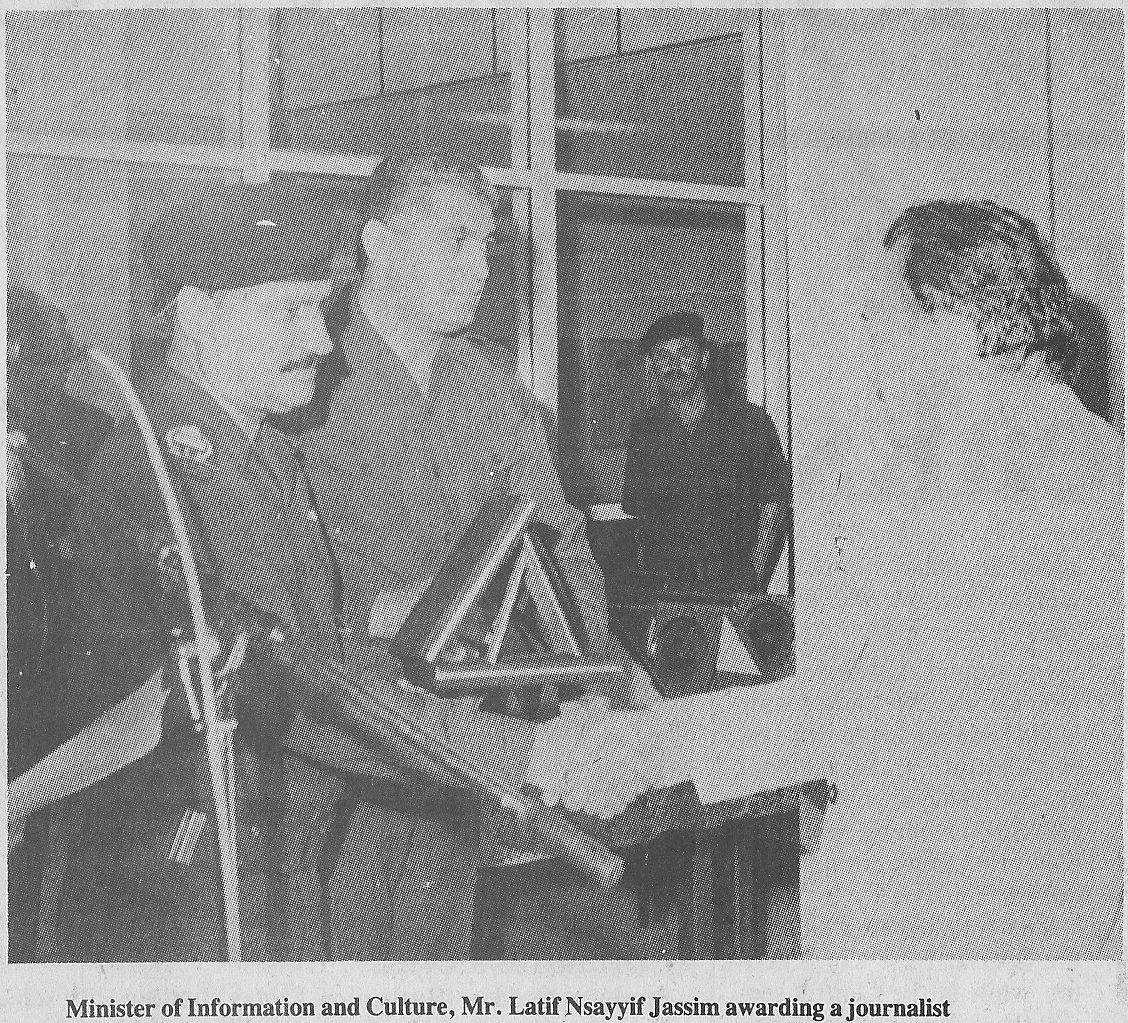
Latif Nsayyif Jassim al-Dulaimi (links) war irakischer Informationsminister (1988)

Frühere Einschätzungen, der einst das Bath-Regime stützende Dulaim-Clan stünde Saddam Hussein zumindest seit einem Putschversuch und Aufstand 1994/1995 kritisch gegenüber, haben sich ebenso als Irrtum erwiesen wie einige Umstände dieses vermeintlichen Bruchs.
Im Januar 1995 hatte Saddams Sohn Udai offenbar die Tochter eines hohen Dulaim-Offiziers vergewaltigt. Als deren Vater Vergeltung forderte, wurden 38 Offiziere des Clans verhaftet und beschuldigt, schon im Dezember 1994 einen Putschversuch und ein Attentat auf den Präsidenten geplant zu haben. Im Mai wurden 30 dieser Offiziere hingerichtet, der Luftwaffengeneral Muhammad Mazlum ad-Dulaimi aber sollte Zusicherungen einer extra von Ramadi nach Bagdad geeilten Stammes-Delegation zufolge am Leben bleiben. Im Juni jedoch wurde auch sein Leichnam, der Folterspuren aufgewiesen haben soll, der Familie übergeben. Daraufhin entschloss sich der Panzergeneral Turku ad-Dulaimi zu einem Angriff auf das Gefängnis Abu Ghraib, um wenigstens seinen dort inhaftierten Bruder Abd al-Qasim Husain ad-Dulaimi, Brigadegeneral der Republikanischen Garde, zu retten. Gleichzeitig stürmten Aufständische die Polizeireviere in Ramadi und bewaffneten sich. Nach tagelangen Kämpfen um einen Rundfunksender in Baghdad, das Gefängnis Abu Ghraib und die Stadt Ramadi waren Hunderte Dulaim ebenso wie Hunderte Bathisten gefallen, Turku starb durch Suizid. Zahlreiche Dulaim flohen daraufhin 1995 ins Ausland, darunter die Generäle Dschasim Muhammad Salih und Mahdi ad-Dulaimi (nach Deutschland).
Andere Offiziere blieben wie der Haschimi-Clan dem Regime weiterhin treu und halfen sogar bei der Niederschlagung der Revolte. Latif Nusaif Dschasim ad-Dulaimi war bis 1996 Arbeits- und Sozialminister. Noch 2001 wies der CIA-Bericht zahlreiche Dulaim im Range von Obristen z. B. bei der Militärabwehr des irakischen Geheimdienstes nach, Chalaf Muhammad ad-Dulaimi war sogar Geheimdienstgeneral. Saadun ad-Dulaimi fungierte nach dem Sturz des Baath-Regimes 2004–2006 als Verteidigungsminister, während der größere Teil seines Clans die sunnitischen Aufständischen unterstützt. Der Rechtsanwalt Chalil ad-Dulaimi leitete sogar das Team der 22 Verteidiger Saddam Husseins.

## Erste Ministerin der islamischen Welt
Bekannteste Vertreterin des Clans aber wurde Naziha al-Dulaimi. Die Kommunistin und Vorsitzende des irakischen Frauenverbandes war 1959 von Regierungschef Abd al-Karim Qasim als Ministerin für öffentliche Verwaltung ins Kabinett berufen worden. 1960 wechselte sie ins Landwirtschaftsressort, bis 1963 dann als Minister ohne Portefeuille bzw. nur noch Staatsministerin. Nach der Machtergreifung der Bath-Partei musste sie jedoch ins Exil gehen und wurde in Abwesenheit sogar zum Tode verurteilt, die Bath-Regierung nahm aber 1972 eine andere Ministerin auf.